# Penvénan
 Penvénan   (en bretón Perwenan) es una población y comuna francesa, en la región de Bretaña, departamento de Côtes-d'Armor, en el distrito de Lannion y cantón de Tréguier.

## Demografía
| 2 551 | 2 508 | 2 614 | 2 450 | 2 489 | 2 434 | 2 562 |
| Para los censos de 1962 a 1999 la población legal corresponde a la población sin duplicidades (Fuente: INSEE [Consultar]) |       |       |       |       |       |       |